# Werner Snay
Werner Carl Wilhelm Snay (* 18. Juli 1892 in Bernstadt in Schlesien, Kreis Oels; † 7. Dezember 1946 im Speziallager Nr. 7 Sachsenhausen) war ein deutscher Landrat im Landkreis Flatow (1929–1934).